# تایلر (مینه‌سوتا)
تایلر، مینه‌سوتا (به انگلیسی: Tyler, Minnesota) یک شهر در ایالات متحده آمریکا است که در شهرستان لینکلن، مینه‌سوتا واقع شده‌است.

## خصوصیات
تایلر ۵٫۲۱ کیلومترمربع مساحت و ۱٬۱۴۳ نفر جمعیت دارد و ۵۳۱ متر بالاتر از سطح دریا واقع شده‌است.